# Tuborgvej
 Der er for få eller ingen kildehenvisninger i denne artikel, hvilket er et problem. Du kan hjælpe ved at angive troværdige kilder til de påstande, som fremføres i artiklen.

Tuborgvej er en flere km lang vej, der begynder på Ydre Østerbro som en afgrening/sidegade til Strandvejen og fortsætter mod vest ind på Nørrebro m.v.
Tuborgvej har ikke sit navn efter det store konsortium – herunder bryggeri – som tidligere lå i hele dette område mellem Strandvejen og vandkanten, men efter det landsted, der gav navn til bryggeriet. Oprindeligt var det kun et navn til en mindre adgangsvej fra 1870'erne til Hellerup Glasværks og Tuborg-bryggeriets arbejderboliger. Indtil 1911 kaldtes vejen for Store Tuborgvej efter landstedet af samme navn. Navnet skyldtes at der i 1700-tallet lå et lille lerklinet værtshus, opført af en mand, der til efternavn hed Thuesen. Efterstavelsen ”-borg” er altså sandsynligvis ironisk ment.
Her lå tidligere det prægtige landsted Store Tuborg (hvilket svarer til adressen Strandvejen 123), hvor bl.a. N.F.S. Grundtvig havde sit sidste hjem. Han boede her i fem år, og holdt væsentlige møder. Til hans 85-års fødselsdag mødte der 1.100 mennesker op i hans have for at fejre ham, og der blev holdt taler fra landstedets trappe. Det var også her at Grundtvig døde, stille og roligt i sin stol i biblioteket i september 1872.
Tuborgvej er en overordnet del af det storkøbenhavnske vejnet, og derfor kraftigt trafikeret. På den nordlige side af vejen ligger der store villaer, der bl.a. indeholder ambassader.
For enden af Tuborgvej troner den kæmpestore Tuborgbygning med det karakteristiske hvide Tuborg-skilt med tårn og ur (Strandvejen 58).

## Væsentlige bygninger på vejen
- Nr. 5: Willis A/S. Opr. en villa fra 1903 tegnet af Carl Brummer til Axel Henriques.
- Nr. 11: Lundevangen, ældreboliger opført 1978 for EGV. Her lå Tuborgs arbejderboliger (1874-76 af Charles Abrahams)
- Nr. 10: Villa fra 1938 tegnet af Albert Oppenheim
- Nr. 27: Villa fra 1925 tegnet af Albert Oppenheim
- Nr. 28: Villa fra 1946 tegnet af Poul H. Mørck
- Nr. 33: Mindelunden i Ryvangen (1949-50 ved Kaj Gottlob og havearkitekt Aksel Andersen)
- Nr. 44-48 (og Esthersvej 2-8) Beboelsesejendom fra 1915 af Jesper Tvede og Poul Holsøe (vinduer ændret).
- Nr. 74: Villa fra 1918 tegnet af Kristen Gording
- Nr. 76: Villa fra 1928 tegnet af Alf Cock-Clausen
- Nr. 80: Villa fra 1918 tegnet af Edvard Thomsen, præmieret 1920 af Gentofte Kommune (ombygget)
- Nr. 95: Villa fra 1933 tegnet af Frits Schlegel, udført i beton for Dansk Cement Central.
- Nr. 98: Villa fra 1935 af Frits Schegel.
- Nr. 99: Villa opført 1940 af Tyge Hvass til sig selv.
- Nr. 100A: Villa fra 1938 af August J. Nielsen.
- Nr. 102: Villa fra 1937 af samme.
- Nr. 108/Vespervej 38-44: Kjøbenhavns Skomagerlaugs Stiftelse (1931 af Christian Mandrup-Poulsen, vinduer ændret)
- Nr. 164: Danmarks Pædagogiske Universitetsskole (Den tyske skole Emdrupborg, opført 1941 af Werner March for den tyske værnemagt, ombygget 1945-48 af Thomas Havning).
- Nr. 166: Emdrupborg Kollegiet.
- Nr. 177: Københavns Tekniske Skole, tegnet 1966 af Hvidt & Mølgaard.
- Nr. 235: Bispebjerg Hospital (1908-13 af Martin Nyrop).